# Хелен ван Ројен
Хелена Маргарета ван Ројен-Крон (хол. Helena Margaretha (Heleen) van Royen-Kroon), познатија као Хелен ван Ројен, је холандска књижевница рођена 9. марта 1965. у Амстердаму, Холандија.

## Каријера
Студије журналистике завршила је 1987. године у Утрехту. Након студија ради као уредник новина, репортер на радију и као хонорарни сарадник неколико магазина. Своју књижевну каријеру започела је 2000. године романом Срећна домаћица, који је до сада продат у 200.000 примерака. Поред писања романа, Ван Ројен такође пише и у Хет Паролу (хол. Het Parool). 
Роман Богиња лова објављује 2003. и исте године роман се налази на првом месту најпродаванијих у Холандији. Њен трећи роман, Бекство, објављен почетком 2006. и преведен на једанаест језика, такође постаје бестселер. 
2007. објавила је роман Несташне, који је написала у сарадњи са Марлисом Декерс. Недавно је изашла и књига Тест за мушкарце (хол. De mannentester).
Хелен ван Ројен је прва књижевница која се нашла на насловној страни часописа Плејбој.